# Kenneth Jaldehag
Kenneth Jaldehag, född 6 september 1962 i Partille, är en svensk forskare som är verksam vid Sveriges Provnings- och Forskningsinstitut och ansvarig för riksmätplatsen för tid som definierar Sveriges normaltid.
Han disputerade 1995 vid Chalmers tekniska högskola.